# Schlacht an der Drina
Cer – Drina – Kolubara
Die Schlacht an der Drina fand zwischen der österreich-ungarischen und der serbischen Armee vom 6. September bis 4. Oktober 1914 im bosnisch-serbischen Grenzgebiet an der Drina statt. Die österreichisch-ungarische 5. und 6. Armee begannen von Bosnien aus eine erneute Offensive nach Serbien und zwangen die Serben zum Abbruch ihrer Invasion Syrmiens. Die für beide Seiten verlustreichen Kämpfe endeten mit dem zeitweiligen Übergang zum Stellungskrieg, der bis zur Schlacht an der Kolubara andauerte.

## Vorgeschichte
Nach dem Fehlschlag der österreichischen Anfangsoffensive gegen Serbien in der Schlacht von Cer im August 1914 zogen sich die beteiligten k.u.k-Armeen wieder über die Drina nach Bosnien zurück. Da gleichzeitig die Verlegung der zuvor an der Save und Donau sowie gegen Belgrad eingesetzten 2. Armee an die Ostfront begonnen hatte, wo der Beginn größerer Kampfhandlungen gegen die russische Armee in Galizien bevorstand, bot sich die Gelegenheit zu einem serbischen Gegenstoß. Auch auf Drängen der Verbündeten, insbesondere Russlands, begann die serbische 1. Armee unter Petar Bojović am 6. September eine begrenzte Gegenoffensive über die Save nach Syrmien.

## Verlauf
Der Befehlshaber der österreichischen Balkanstreitkräfte Oskar Potiorek entschied sich, seinerseits mit einer erneuten Offensive über die Drina gegen die serbische 2. Armee unter Stepa Stepanović und 3. Armee unter Pavle Jurišić Šturm zu antworten.
Die von Liborius Ritter von Frank geführte 5. Armee musste mit der 29. Infanterie-Truppendivision unter FML von Krauß zunächst ab 6. September einen Angriff der serbischen Division-Timok I unter General Kondic über die Save bei Mitrovica zurückschlagen, um dann ebenfalls zum Angriff im Save-Drina-Dreieck übergehen zu können.
Die österreichische Offensive begann am 7. September und führte im Bereich der von Potiorek geführten 6. Armee zur Errichtung von sicheren Brückenköpfen über die Drina.
Bei der 5. Armee missglückte zunächst der Drinaübergang der 36. Infanterie-Truppendivision unter FML Czibulka bei Klenje, während nördlich davon die 9. Infanterie-Truppendivision unter Generalmajor Daniel der Übergang an der unteren Drina gelang. Am 8. September begannen auch die Gebirgsbrigaden des k.u.k. XVI. Korps des FZM Wurm beiderseits der Drinjacamündung den Flussübergang. Angriffsziel der 1. Infanterie-Truppendivision (FML Bogat) war Krupanj, strategisches Ziel der 6. Armee war die Umfassung der gegenüberliegenden serbischen 3. Armee von Süden her und die Aufrollung der gesamten gegnerischen Front in der Macva. Der serbische Armeeführer General Pavle Jurišić Šturm befahl den Rückzug seiner Truppen auf das Jagodnja-Gebirge und konnte von dort die weitere Ausdehnung des Drina Brückenkopfes durch die 6. Armee eindämmen.
Mit der neuen Lage konfrontiert, befahl der serbische Generalstabschef Radomir Putnik den Abzug der 1. Armee aus Syrmien und die Verlegung mehrerer Divisionen in Eilmärschen an die gefährdete Südflanke an der Drina. Nach deren Eintreffen begann  am 17. September beim Berg Mačkov kamen ein serbischer Gegenangriff gegen die 6. Armee, der jedoch bis 22. September nach mehrtägigen Kämpfen um die Jagodnja scheiterte.
Zwischen 23. und 28. September 1914 konnte ein serbisch-montenegrinischer Vorstoß der Armeegruppe Užice in den Rücken der k.u.k. 6. Armee durch die Gebirgs-Brigaden der 18. und 50. Infanterie-Truppendivision unter FML Trollmann und Kalser im Gebiet der Romanija planina aufgehalten werden. Bis Anfang Oktober waren die Truppen der serbischen Užice-Gruppe, welche den Durchbruch auf Sarajewo anstrebten, wieder aus Bosnien vertrieben.

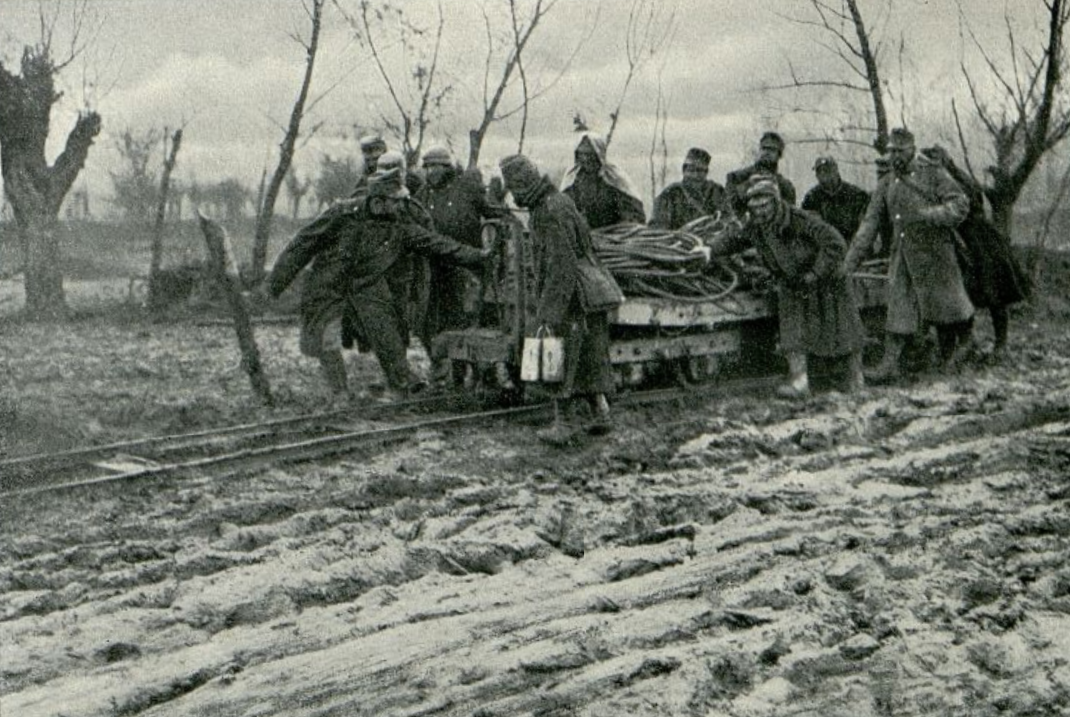
Beim Bau einer österreichisch-ungarischen Feldbahn bei Rača in Macva

Beide Seiten richteten sich nun für den Stellungskrieg ein und warteten Verstärkungen und Nachschub ab. FZM Potiorek sollte im November seine dritte Offensive gegen Serbien beginnen, die in der Schlacht an der Kolubara endete.
Oberhalb der Stadt Banja Koviljača wurde von serbischer Seite nach dem Krieg durch Alexander I. auf dem Berg Gučevo ein gemeinsamer Soldatenfriedhof mit einem weithin sichtbaren Denkmal angelegt.